# Жовтоног Степан Семенович
Степа́н Семе́нович Жовтоно́г (нар. 1886, с. Загорівля, Полтавська область, помер — січень 1944, Казанка, Миколаївська область) — український лікар-хирург, учасник громадянської війни, учасник антифашистського підпілля на Криворіжжі (1941—1943).

## Біографія
1886 — народився в селі Загорівля Полтавської області.
1909 — переїхав до м. Кривий Ріг. Працював на посаді фельдшера в новій земській лікарні, що відкрилася 1908 року. Був одним із найперших професійних медичних працівників Кривого Рогу. Працював у земській лікарні до 1917 року. 1917 — переїхав у м. Катеринослав (з 1926 — Дніпропетровськ), де 1929 року закінчив медичний інститут
1929—1941 — хірург, головний лікар медичної частини шахтоуправління імені Чубаря (з 1934 р.  — рудоуправління «Інгулець»).
Під час окупації німецькими військами залишився на Криворіжжі. В Інгулецькій лікарні було багато хворих, яких Степан Жовтоног не міг залишити напризволяще. Перебував у складі підпільної групи. Квартира Жовтонога була конспіративним штабом. Він лікував поранених і хворих, видавав фальшиві документи, що рятували людей від вивезення в Німеччину, допомагав партизанам із загону Г. М. Седнєва
13 листопада 1943 року був заарештований. Після найжахливіших тортур німці вивезли його до села Широка Долина (біля Казанки), де розстріляли в січні 1944 року. Похований у Казанці.

## Сім'я
Степан Жовтоног був одружений. Дружина — Марія Гаврилівна загинула разом з чоловіком. Донька Вікторія до квітня 1945 року перебувала в жіночому концтаборі Равенсбрюк. У картотеці цієї «фабрики смерті» мала номер 33007

## Пам'ять
- Із жовтня 1965 року в Інгулецькому районі м. Кривий Ріг ім'я Степана Жовтонога носить вулиця (колишня Інгулецька)[4]
- На честь лікаря-підпільника Степана Жовтонога встановлено 2 меморіальні дошки[4][3]

## Нагороди
Нагороджений медаллю «За відвагу».